# Samfundsøkonomiske mål
 Der er for få eller ingen kildehenvisninger i denne artikel, hvilket er et problem. Du kan hjælpe ved at angive troværdige kilder til de påstande, som fremføres i artiklen.

De samfundsøkonomiske mål er de mål et samfund videst muligt vil stræbe efter at opnå. Konkrete samfundsøkonomiske mål er typisk resultatet af en politisk afvejning mellem forskellige interesser og hensyn. 
De følgende eksempler på mulige samfundsøkonomiske mål er udbredte i mange lande:

## Lav ledighed
Et centralt mål i de fleste lande. Arbejdsløshed giver både potentielt store privatøkonomiske og mentale tab for de personer der bliver ramt, og samfundsøkonomiske tab, da samfundet ikke opnår den produktion, som de arbejdsløse kunne fremstille.

## Økonomisk vækst
Er et ønske om at produktionen skal øges. Produktionen er grundlaget for et lands materielle velstand, så derfor er det vigtigt, at man har en høj produktion, hvis man ønsker en høj levestandard. Et lands samlede produktion benævnes bruttonationalprodukt (BNP). Ved økonomisk vækst forstås derfor normalt en stigning i realt BNP, (evt. målt pr. indbygger). Mere generelt kan ønsket om en høj levestandard føre til et mål om, at den samfundsøkonomiske effektivitet bør være så høj som mulig.

## Lav og stabil inflation
Man vil her forsøge at undgå voldsomme udsving i prisniveauet. Stigende priser, altså inflation, og især uforudsigelig inflation nedsætter den samfundsøkonomiske effektivitet på forskellig vis. Uforudset inflation vil desuden medføre en arbitrær omfordeling mellem lånere og opsparere, der kan være meget betydelig, hvis inflationen er høj. Da der også vil være visse fordele ved et positivt, men lavt inflationsniveau, stræber de fleste lande dog ikke efter et inflationsniveau på 0, men efter at undgå såvel for høj som for lav inflation. I mange lande sker dette ved, at centralbanken styrer efter en eksplicit inflationsmålsætning.

## Sunde offentlige finanser
I de senere år har dette hensyn fået større vægt, dels pga. de befolkningsændringer, som mange lande står over for med flere ældre mennesker, og dels som følge af statsgældskriser i lande som Grækenland, der har understreget vigtigheden af sunde offentlige finanser. Et centralt element i en sund offentlig økonomi er, at finanspolitikken er holdbar, dvs. at gælden ikke i det lange løb vokser hurtigere end BNP. 

## Ligevægt på betalingsbalancen
At have (mindst) ligevægt på betalingsbalancen over for udlandet har til tider været et udbredt politisk mål i mange lande, f.eks. Danmark. I nyere tid har fagøkonomer imidlertid fremsat det såkaldt "nye syn" på betalingsbalancen, der sætter spørgsmålstegn ved, hvor relevant denne målsætning er isoleret set (se Betalingsbalance).

## Udligning af sociale forskelle
Dette vil sige, at man gør forskellen mellem samfundsgrupper med lav og høj indkomst mindre. De svageste i samfundet kan have svært ved at klare sig, hvis ikke de stærkere hjælper. I Danmark forsøger man at opnå dette ved at lade staten stille en række ydelser gratis til rådighed for befolkningen. Dette er fx uddannelse, biblioteker og hospitaler. Derudover hjælper staten mennesker, der har brug for økonomisk støtte, i form af indkomstoverførsler. Dette kan fx være syge, studerende, pensionister og arbejdsløse. Finansieringen af dette mål opnås ved forskellige former for beskatning.

## Hensyn til miljøet
Dette er et mål, som har fået mere fokus de seneste år. Stigende forurening og frygt for, at vores naturresurser forbruges i et inoptimalt tempo er blandt årsagerne. Drivhuseffekten, syreregn samt huller i ozonlaget er eksempler på miljøproblemer, som opfattes som væsentlige. Spildevandsforurening fra industri, landbrug og husholdninger påvirker vores nære omgivelser. Sådanne forhold har ført til krav om indsats overfor forureningen. Forurening er et samfundsøkonomisk problem, og det er naturligt at anvende samfundsøkonomiske løsninger til at begrænse forureningen. Også vores forbrug af naturresurser som fx olie, kul og kobber, som ikke kan gendannes, giver anledning til bekymring hos mange for konsekvenserne af en fremtidig mangel på disse resurser.